# コナー・フィリップス
コナー・アラン・フィリップス（Connor Allan Phillips, 2001年5月4日 - ）は、アメリカ合衆国テキサス州ヒューストン出身のプロ野球選手（投手）。右投右打。MLBのシンシナティ・レッズ所属。

## 経歴

### プロ入り前
高校時代に2019年のMLBドラフト35巡目（全体1047位）でトロント・ブルージェイズから指名されたが、この時は契約しなかった。
高校卒業後はルイジアナ州立大学へ進学予定だったが、進路を変更してマクレナン・コミュニティカレッジへ進学した。

### プロ入りとマリナーズ傘下時代
2020年のMLBドラフト戦力均衡ラウンドB（全体64位）でシアトル・マリナーズから指名されプロ入り。契約金は110万ドル。
2021年に傘下のA級モデスト・ナッツでプロデビューし、シーズン最終盤にはA+級エバレット・アクアソックスに昇格した。この年は2チーム合計で17試合に先発登板して7勝4敗、防御率4.62、111奪三振を記録した。

### レッズ傘下時代
2022年3月29日にエウヘニオ・スアレス、ジェシー・ウィンカーらが絡むトレードでの後日発表選手として、シンシナティ・レッズへ移籍した。移籍後は傘下のA+級デイトン・ドラゴンズへ送られ、その後AA級チャタヌーガ・ルックアウツへ昇格した。この年は2チーム合計で24試合に先発登板して5勝8敗、防御率3.78、150奪三振を記録した。
2023年はAA級チャタヌーガで開幕を迎え、シーズン途中にAAA級ルイビル・バッツへ昇格した。